# コアエッジ
株式会社コアエッジ は、東京都渋谷区にかつて存在した人材派遣や人材紹介、コンサルティングを行う企業。
以前はオンラインゲームの開発・運営も行っていた。

## 概要
2012年7月、ソネットエンタテインメント株式会社（現：ソニーネットワークコミュニケーションズ株式会社、旧：So-net）の出資を受けて設立された。同月に株式会社ゲームポットから「アルテイルネット」の事業譲渡を受けて運営を開始した後、PCブラウザゲームやスマートフォンゲームの運営・開発を行う。
第三者割当増資により、2018年9月28日付でフリュー株式会社の連結子会社となったが、2019年11月15日付でフリューが保有していた全株式を、代表取締役社長CEOである宮本貴志へ譲渡した。これに伴い、フリューは男性向けスマートフォンゲーム事業から撤退した。
2020年5月8日、コロプラはコアエッジが手掛けている事業のうち、オンラインゲームの企画・運営・コンサルテーション事業を取得することを発表した。コアエッジはそれと同時にオンラインゲーム事業から撤退し、ゲーム会社向け人材紹介サービス「コアキャリ」に事業を集中させると発表した。
2021年6月4日、同年5月31日をもって解散したことが官報を通じて公表された。

## 運営していたオンラインゲームタイトル
- ★闘神★アルテイルコロシアム
  - Mobage版
  - Yahoo!モバゲー版
- ダンジョン＆ヴァルキリー
- モンスタートレジャー Yahoo!モバゲー版
- スカイロック Yahoo!モバゲー版
- 人狼オンライン Yahoo!ゲーム版
- 爆裂★協闘!! キズナXブレイブ Yahoo!モバゲー版
- ドラゴンタクティクスｆ（フォルテ）Yahoo!モバゲー版
- みんなで にゃんこ大戦争 Yahoo!モバゲー版
- バハムートクライシス ゼロ Yahoo!モバゲー版
- ぱすてるメモリーズ
- アルテイルneo
- クイズRPG 魔法使いと黒猫のウィズPC Yahoo!モバゲー版
- アルテイルクロニクル
- アルテイルネット